# Beautiful Life (ET-KINGの曲)
「Beautiful Life」（ビューティフル・ライフ）は、日本のJ-POPユニット、ET-KINGの3枚目（メジャー2枚目）のシングルである。発売元はユニバーサルミュージック。

## 収録曲
Beautiful Life
1. Beautiful Life　(5:37)
作詞：ET-KING、
作曲：イトキン
2. わやくちゃ(5:00)
作詞：ET-KING、
作曲：イトキン
3. Beautiful Life [Instrumental]
4. わやくちゃ [Instrumental]

Beautiful Life/HERO (ヒーローになる時、それは今)【限定盤A】5月2日~5月31日の期間限定
1. Beautiful Life(5:37)
作詞：ET-KING、
作曲：イトキン 
編曲：NAOKI-T 
 CX系「ウチくる!?」 エンディングテーマ
2. HERO (ヒーローになる時、それは今)(3:11) 
歌：ET-KING
作詞・作曲：甲斐よしひろ
キリンビール 「麒麟淡麗〈生〉」 CMソング
3. Beautiful Life－Good Days Mix－(5:01)

Beautiful Life/HERO (ヒーローになる時、それは今)【限定盤B】3万枚限定出荷

ディスク1
1. Beautiful Life
2. Beautiful Life－Good Days Mix－
3. HERO (ヒーローになる時、それは今)

ディスク2 

DVD～Live at 心斎橋クラブクアトロ～(2007年2月)
1. ドーナッツ
2. NANIWA
3. たいまつ
4. 愛しい人へ

DVD～Video Clip～
1. Beautiful Life -New Version-

## 収録アルバム
- LOVE & SOUL
- 10-ten-
- シングル コレクション!